# Вискок (Вармінсько-Мазурське воєводство)
Вискок (пол. Wyskok, нім. Friedenshof) — село в Польщі, у гміні Сроково Кентшинського повіту Вармінсько-Мазурського воєводства.
Населення — 35 осіб (2011).
У 1975-1998 роках село належало до Ольштинського воєводства.

## Демографія
Демографічна структура станом на 31 березня 2011 року:
|          | Загалом | Допрацездатний вік | Працездатний вік | Постпрацездатний вік |
| -------- | ------- | ------------------ | ---------------- | -------------------- |
| Чоловіки | 21      | 5                  | 15               | 1                    |
| Жінки    | 14      | 2                  | 8                | 4                    |
| Разом    | 35      | 7                  | 23               | 5                    |